# Gen de fusión
Un gen de fusión es un gen híbrido formado a partir de dos genes previamente independientes. Puede producirse como resultado de una translocación, una deleción intersticial o una inversión cromosómica. Se ha descubierto que los genes de fusión son frecuentes en los principales tipos de neoplasias humanas. La identificación de estos genes de fusión desempeña un papel destacado como marcador diagnóstico y pronóstico.

## Historia

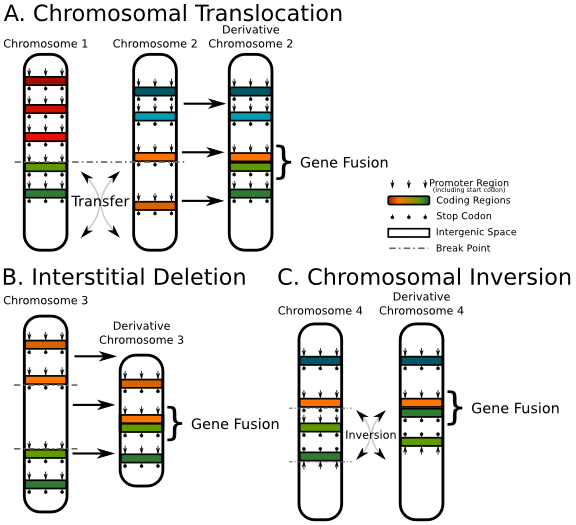
Esquema que muestra las formas en que puede producirse una fusión génica a nivel cromosómico.

El primer gen de fusión se describió en células cancerosas a principios de la década de 1980. El hallazgo se basó en el descubrimiento en 1960 por Peter Nowell y David Hungerford en Filadelfia de un pequeño cromosoma marcador anómalo en pacientes con leucemia mieloide crónica, la primera anomalía cromosómica consistente detectada en una neoplasia maligna humana, más tarde designada cromosoma Filadelfia. En 1973, Janet Rowley en Chicago demostró que el cromosoma Filadelfia se había originado a través de una translocación entre los cromosomas 9 y 22, y no a través de una simple deleción del cromosoma 22 como se pensaba anteriormente. A principios de la década de 1980, varios investigadores demostraron que la translocación del cromosoma Filadelfia daba lugar a la formación de un nuevo gen de fusión BCR::ABL1, compuesto por la parte 3' del gen ABL1 en el punto de rotura del cromosoma 9 y la parte 5' de un gen denominado BCR en el punto de rotura del cromosoma 22. En 1985 se estableció claramente que el gen de fusión en el cromosoma 22 producía una proteína quimérica anormal BCR::ABL1 con capacidad para inducir leucemia mieloide crónica. 

## Oncogenes
Desde hace 30 años se sabe que la fusión de genes correspondientes desempeña un papel importante en la tumorigénesis. Los genes de fusión pueden contribuir a la formación de tumores porque los genes de fusión pueden producir proteínas anormales mucho más activas que los genes sin fusión. A menudo, los genes de fusión son oncogenes que causan cáncer; entre ellos se incluyen BCR-ABL, TEL-AML1 (LLA con t(12 ; 21)), AML1-ETO (LMA M2 con t(8 ; 21)) y TMPRSS2-ERG con una deleción intersticial en el cromosoma 21, que suele aparecer en el cáncer de próstata. En el caso de TMPRSS2-ERG, al interrumpir la señalización del receptor de andrógenos (RA) e inhibir la expresión del RA mediante el factor de transcripción oncogénico ETS, el producto de fusión regula el cáncer de próstata. La mayoría de los genes de fusión se encuentran en cánceres hematológicos, sarcomas y cáncer de próstata. BCAM-AKT2 es un gen de fusión específico y exclusivo del cáncer de ovario seroso de alto grado.
Dado que las translocaciones cromosómicas desempeñan un papel tan importante en las neoplasias, se ha creado una base de datos especializada en aberraciones cromosómicas y fusiones génicas en el cáncer. Esta base de datos se denomina Mitelman Database of Chromosome Aberrations and Gene Fusions in Cancer.

## Diagnóstico
La presencia de determinadas aberraciones cromosómicas y de los genes de fusión resultantes se utiliza habitualmente en el diagnóstico del cáncer para establecer un diagnóstico preciso. El análisis de bandas cromosómicas, la hibridación fluorescente in situ (FISH) y la reacción en cadena de la polimerasa con transcripción inversa (RT-PCR) son métodos habituales empleados en los laboratorios de diagnóstico. Todos estos métodos tienen sus propias deficiencias debido a la gran complejidad de los genomas del cáncer. Desarrollos recientes como la secuenciación de alto rendimiento y los microarrays de ADN personalizados prometen la introducción de métodos más eficaces.

## Evolución
La fusión de genes desempeña un papel clave en la evolución de la arquitectura genética. Podemos observar su efecto si la fusión de genes se produce en secuencias codificantes. La duplicación, la divergencia de secuencias y la recombinación son los principales factores que intervienen en la evolución de los genes. Es probable que estos acontecimientos puedan producir nuevos genes a partir de partes ya existentes. Cuando la fusión de genes se produce en la región de secuencias no codificantes, puede conducir a la regulación errónea de la expresión de un gen que ahora está bajo el control de la secuencia reguladora cis de otro gen. Si ocurre en secuencias codificantes, la fusión génica provoca el ensamblaje de un nuevo gen, lo que permite la aparición de nuevas funciones mediante la adición de módulos peptídicos en una proteína multidominio.  Los métodos de detección de eventos de fusión de genes a gran escala biológica pueden aportar información sobre la arquitectura multimodular de las proteínas.

### Biosíntesis de las purinas
Las purinas adenina y guanina son dos de las cuatro bases del código genético universal que codifican la información. La biosíntesis de estas purinas se produce por vías similares, aunque no idénticas, en diferentes especies de los tres dominios de la vida, las Archaea, las Bacterias y los Eucariotas. Un rasgo distintivo importante de las vías biosintéticas de purinas en Bacterias es la prevalencia de fusiones génicas en las que dos o más enzimas biosintéticas de purinas están codificadas por un único gen[20] Dichas fusiones génicas se producen casi exclusivamente entre genes que codifican enzimas que realizan pasos secuenciales en la vía biosintética. Las especies eucariotas suelen presentar las fusiones génicas más comunes observadas en las Bacterias, pero además tienen nuevas fusiones que potencialmente aumentan el flujo metabólico.

## Detección
En los últimos años, la tecnología de secuenciación de nueva generación ya está disponible para detectar eventos de fusión génica conocidos y nuevos a escala de todo el genoma. Sin embargo, la condición previa para la detección a gran escala es la secuenciación por pares del transcriptoma celular. La detección de genes de fusión se orienta principalmente hacia el análisis y la visualización de datos. Algunos investigadores ya han desarrollado una nueva herramienta llamada Transcriptome Viewer (TViewer) para visualizar directamente las fusiones génicas detectadas a nivel de transcrito.

## Aplicaciones en investigación
Los biólogos también pueden crear deliberadamente genes de fusión con fines de investigación. La fusión de genes informadores con los elementos reguladores de genes de interés permite a los investigadores estudiar la expresión génica. Las fusiones de genes informadores pueden utilizarse para medir los niveles de actividad de los reguladores génicos, identificar los sitios reguladores de los genes (incluidas las señales requeridas), identificar varios genes que se regulan en respuesta al mismo estímulo y controlar artificialmente la expresión de genes deseados en células concretas. Por ejemplo, mediante la creación de un gen de fusión de una proteína de interés y la proteína verde fluorescente, la proteína de interés puede observarse en células o tejidos mediante microscopía de fluorescencia. La proteína sintetizada cuando se expresa un gen de fusión se denomina proteína de fusión.